# Полянська Любов Володимирівна
Любов Володимирівна Полянська (нар. 21 липня 1958, смт. Городище, тепер Перевальського району Луганської області) — українська радянська діячка, оператор інкубаційного цеху Чорнухинської птахофабрики Перевальського району Луганської області. Депутат Верховної Ради УРСР 11-го скликання.

## Біографія
Освіта середня. Член ВЛКСМ.
З 1978 року — пташниця, оператор інкубаційного цеху Чорнухинської птахофабрики Перевальського району Ворошиловградської області.
Потім — на пенсії в селищі Центральний Перевальського району Луганської області.

## Нагороди
- ордени
- медалі